# American Academy of Dramatic Arts
Die American Academy of Dramatic Arts (AADA) ist eine 1884 gegründete private Schauspielschule in New York City und damit eine der ältesten Einrichtungen ihrer Art. 1974 wurde ein zweiter Campus in Pasadena eröffnet, der sich seit 2001 in Hollywood nahe den Studios befindet.
Je nach Studiendauer erlangt man einen Associate Degree bzw. eine Option für den Bachelor.

## Bedeutende Absolventen
- Walter Abel (1898–1987)
- Armand Assante (* 1949)
- Hank Azaria (* 1964)
- Lauren Bacall (1924–2014)
- Jim Backus (1913–1989)
- Anne Bancroft (1931–2005)
- Diana Barrymore (1921–1960)
- Gil Bellows (* 1967)
- Laura Branigan (1952–2004)
- Adrien Brody (* 1973)
- John Cassavetes (1929–1989)
- Kim Cattrall (* 1956)
- Lisa Cohen
- Enrico Colantoni (* 1963)
- Jennifer Coolidge (* 1961)
- Hume Cronyn (1911–2003)
- Bob Cummings (1908–1990)
- Cecil B. DeMille (1881–1959)
- William Devane (* 1939)
- Danny DeVito (* 1944)
- Kirk Douglas (1916–2020)
- Pete Duel (1940–1971)
- Christine Ebersole  (* 1953)
- Nina Foch (1924–2008)
- Deborra-Lee Furness (* 1955)
- Ruth Gordon (1896–1985)
- Leisha Hailey (* 1971)
- Anne Hathaway (* 1982)
- Dennis Haysbert (* 1954)
- Judd Hirsch (* 1935)
- Kate Jackson (* 1948)
- Jennifer Jones (1919–2009)
- Grace Kelly (1929–1982)
- Johnny Knoxville (* 1971)
- Elias Koteas (* 1961)
- John Lone (* 1952)
- Taylor Mac (* 1973)
- Judson Mills (* 1969)
- Katherine Moennig (* 1977)
- Elizabeth Montgomery (1933–1995)
- Agnes Moorehead (1900–1974)
- Carrie-Anne Moss (* 1967)
- Pat O’Brien (1899–1983)
- Don Rickles (1926–2017)
- Sarah Paulson (* 1974)
- William Powell (1892–1984)
- Robert Redford (* 1936)
- Willibrordus S. Rendra (1935–2009)
- Thelma Ritter (1902–1969)
- Jason Robards (1922–2000)
- Eric Roberts (* 1956)
- Edward G. Robinson (1893–1973)
- Gena Rowlands (1930–2024)
- Paul Rudd (* 1969)
- Rosalind Russell (1907–1976)
- Adam Scott (* 1973)
- French Stewart (* 1964)
- Loretta Swit (1937–2025)
- Sarah Paulson (* 1974)
- Eric Szmanda (* 1975)
- Spencer Tracy (1900–1967)
- Robert Walker (1918–1951)
- Peter Weller (* 1947)
- Shannon Whirry (* 1964)

## Lehrende
- Charles Jehlinger (1866–1952)